# ألان إدسون
ألان إدسون هو رسام كندي، ولد في 18 ديسمبر 1846، وتوفي في 1 مايو 1888 في Sutton, Quebec ‏ في كندا.

## معرض صور

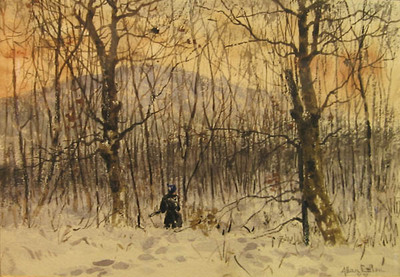
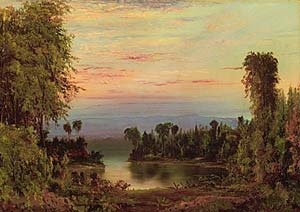
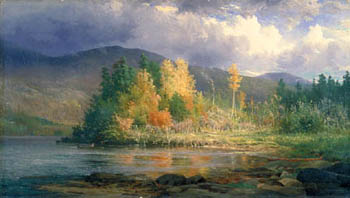
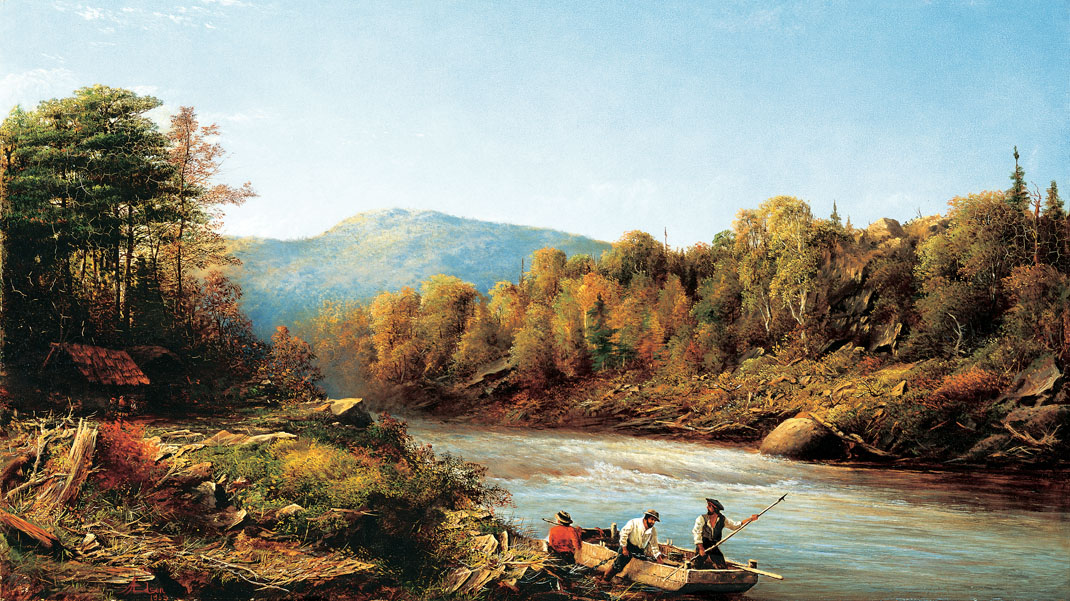